# Andreas Bammer
Andreas Bammer (* 18. Juli 1984 in Bad Ischl) ist ein ehemaliger österreichischer Fußballspieler.

## Karriere
Bammer begann seine Karriere beim SV Bad Ischl in Oberösterreich. Nachdem er zum SV Gmunden wechselte, kam er ins Bundesnachwuchszentrum Ried, wo er in der Jugendmannschaft der SV Ried spielte. 2004 kam er zum FC Wels, wo er in der ersten Mannschaft spielte. 2006 wechselte er zum SC Schwanenstadt, wo er in zwei Jahren 50 Spiele spielte und dabei 23 Tore erzielte. In seiner zweiten Saison war er Zweiter der Torschützenliste der Zweiten Liga. 2008 kehrte er zurück zur SV Ried, wo er auch sein Bundesligadebüt gab. Am 9. Juli 2008 (1. Spieltag) spielte Bammer ab der 79. Minute, als er für Daniel Toth eingewechselt wurde.
Im Sommer 2009 wechselte er zum Bundesligaabsteiger SCR Altach. Nach einem Jahr in Vorarlberg unterschrieb er im Mai 2010 beim Bundesligaaufsteiger FC Wacker Innsbruck. In Innsbruck konnte er sich nicht entscheidend durchsetzen und wechselte im Jänner 2012 FC Liefering. Im Sommer 2014 wechselte er abermals in die Regionalliga West zum SV Austria Salzburg, mit dem er 2015 in den Profifußball aufsteigen konnte.
Nach der Saison 2015/16, in der er nach langer Verletzungspause noch einmal sechs Tore erzielt hatte, beendete er seine Karriere als Fußballspieler und wurde Pilot bei Austrian Airlines. Auf seine dortige Karriere hatte er sich bereits während seiner Zeit in Liefering über einen Zeitraum von zwei Jahren vorbereitet. Für die Ausbildung hat er innerhalb von drei Jahren 100.000 Euro investiert. Eine durch Bakterien ausgelöste Infektionskrankheit hatte den zu diesem Zeitpunkt nach einem Bänderriss gerade in der Rehabilitationsphase befindlichen Bammer im Frühjahr 2015 ebenfalls vom Spielen abgehalten.
Seit zumindest Sommer 2022 ist er als Nachwuchstrainer beim SV Wals-Grünau tätig und war kurzzeitig auch als Nachwuchsleiterstellvertreter des Klubs beschäftigt.

## Privatleben
Im Zuge der Entstehung des SC Magna Wiener Neustadt tat sich Bammer auch öffentlich als Kritiker der Umsiedelung des SV Schwanenstadt nach Niederösterreich hervor, indem er in der vorletzten Runde der Meisterschaft nach einem Torerfolg ein T-Shirt mit der Aufschrift „Fußball mit Herz statt Kommerz“ zur Schau stellte.
Im August 2015 wurden er und seine Ehefrau Gordana erstmals Eltern.